# Demokratska stranka (Italija)
Demokratska stranka (tali. Partito democratico, PD) je politička stranka lijevog centra, pretežno socijaldemokratske i socijalno-liberalne orijentacije u Italiji.
PD je osnovan 14. listopada 2007. godine, kao rezultat ujedinjenja dvije veće političke stranke:
- Demokratske ljevice (tal. Democratici di Sinistra, DS), uglavnom socijaldemokratske i socijalističke orijentacije;
- Bijela Rada — Demokracija je sloboda (tali. La Margherita-Democrazia è Libertà), pretežno socijalno-liberalne i ljevičarsko-kršćanske orijentacije.

Osim te dvije stranke, Demokratskoj stranci se pripojilo još nekoliko manjih stranaka, koje su sve bile dio koalicije L'Ulivo (Maslina).

## Povijest
PD je rođena kao sinteza raznog političkog porijekla: 
- Demokratske ljevice (socijaldemokrate, demokratski socijalisti)
- Demokracija je sloboda – Ivančica (socijalni liberali, levi hrišćani)
- Europski republikanski pokret (socijalni liberali);
- Italija Centra (liberali, demokršćani);
- Reformistička alijansa (socijaldemokrate);
- Demokratski Republikanci (liberali);
- Demokratska stranka Juga (liberali);
- Projekt Sardinija (socijaldemokrate).

Iz tog nasljedstva PD je orijentirana prema socijaldemokraciji i socijalnom liberalizmu, kršćanskoj ljevici i ekologizmu.
Iako su prvobitno bili zainteresirani da se priključe, u izgradnji PD-a nisu sudjelovali Talijanski demokratski socijalisti ni Italija vrijednosti.
Na europskom nivou, PD je započela suradnju s Strankom europskih socijalista i jedan je od osnivača Napredne alijanse socijalista i demokrata u Europskom parlamentu. Na međunarodnom planu od 2013. također je među osnivačima nove ljevičarske međunarodne organizacije pod imenom Progresivni savez.
PD je druga najveća talijanska stranka i snažno je ukorenjena u Emiliji-Romanji, Toskani, Umbriji, Markama, Bazilikati i Sardiniji kao i u dijelovima Veneta i Lombardije. 
PD je stvorena 14. listopada 2007. putem primarnih izbora koji su se ujedinili na demokratski način stvaranje stranke.
Prvi tajnik je bio gradonačelnik Rima, Valter Veltroni, koji je podnio ostavku 17. veljače 2008. godine, nakon izbornog poraza na Sardiniji. Privremeno je izabran za tajnika Dario Franceschini, koji je međutim pobjeđen na izborima za tajnika (25. listopada 2009.) od strane Piera Luigija Bersanija.
Drugi istaknuti vođa je bio Romano Prodi osnivač koalicije lijevog centra L'Ulivo i bivši predsjednik Minstarskog vijeća Talijanske Republike. Bio je predsjednik stranke od njenog osnivanja do 16. travnja 2008. kada je podnio ostavku.
Međutim krajem listopada 2009. dolazi do raskola u PD-u, nakon pobjede Pier Luigija Bersanija na izborima za tajnika dijelovi demokršćanske struje u PD-u pod vodstvom bivšeg lidera Bijele Rade Francesca Rutelija, odlučuju napuštanje stranke i novembra iste godine raskolnici će formirati novu centralističku stranku, pod imenom Savez za Italiju.
16. studenog 2011. PD je podržao novu tehnokratsku vladu dr.Marija Montija.
Na parlamentarnim izborima 2013. PD je napravio koaliciju „Italija opšte dobro“ zajedno s Ljevicom ekologijom slobodom, Demokratskim centrom i Socijalističkom partijom i kandidirala je svog tajnika Bersanija za premijera. Koalicija je pobijedila na izborima i dobila je apsolutnu većinu mandata (345) u Domu poslanika. U Senatu međutim nije uspjela dobiti dovoljnu većinu kako bi sastavila vladu.
Zajedno s koalicijom desnog centra u travnju 2013. PD je sastavila novu vladu čiji je premijer član PD-a Enrico Letta. 11. maja nakon Bersanijeve ostavke Guglielmo Epifani je izabran za novog sekretar PD-a.
8. prosinca putem primarnih izbora Matteo Renzi je izabran na mjesto Epifanija i preuzeo vodstvo u stranci. 22. veljače 2014. Renzi postaje novi premijer (i najmlađi u povijesti Italije) nakon što je Leta podnio ostavku. U međuvremenu 27. veljače PD je postao službeni član Partije europskih socijalista i u Rimu je održan kongres europskih socijalista.
Stranku je od 2013. do 2018. godine vodio Matteo Renzi, koji je podneo ostavku nakon poraza stranke na općim izborima 2018. godine. Matteo Orfini bio je privremeni predsjednik. Na izborima u svibnju 2019. godine za tajnika je izabran Nicola Zingaretti, predsjednik Oblasti Lacija. Podnio je ostavku nezadovoljan frakcijskim sukobima u stranci, pa ga je naslijedio Enrico Letta. On je odstupio nakon poraza na parlamentarnim izborima 2022. Na izborima u stranačkim kružocima pobijedio je predsjednik Emilije i Romagne Stefano Bonaccini, ali je u drugoj fazi biranja, među onima koji glasaju za tu stranku, pobijedila 2023. Elly Schlein, a Bonaccini je postao predsjednik PD. 

## Vođe

### Tajnici
| Sekretar                | Period                                  |
| ----------------------- | --------------------------------------- |
| Valter Veltroni         | 15. listopada 2007. — 17. veljače 2009. |
| Dario Franceschini      | 21. veljače 2009. — 24. listopada 2009. |
| Pier Luigi Bersani      | 24. listopada 2009. — 11. svibnja 2013. |
| Guglielmo Epifani       | 11. svibnja 2013. — 15. prosinca 2013.  |
| Matteo Renzi            | 15. prosinca 2013. — 19. veljače 2017.  |
| Matteo Orfini (o.d.)    | 19. veljače 2017. — 7. svibnja 2017.    |
| Matteo Renzi            | 7. svibnja 2017. — 12. ožujka 2018.     |
| Maurizio Martina (o.d.) | 12. ožujka 2018. — 7. srpnja 2018.      |
| Maurizio Martina        | 7. srpnja 2018. — 17. studenoga 2018.   |
| Nicola Zingaretti       | 17. ožujka 2019. — 14. ožujka 2021.     |
| Enrico Letta            | 14. ožujka 2021. — 12. ožujka 2023.     |
| Elly Schlein            | 12. ožujka 2023. – na dužnosti          |

### Predsjednici
| Predsjednik                             | Period                                  |
| --------------------------------------- | --------------------------------------- |
| Romano Prodi                            | 14. listopada 2007. — 16. travnja 2008. |
| Rosy Bindi                              | 7. studenog 2009. — 19. travnja 2013.   |
| Marina Sereni i Ivan Scalfarotto (o.d.) | 19. travnja 2013. — 15. prosinca 2013.  |
| Gianni Cuperlo                          | 15. prosinca 2013. — 21. siječnja 2014. |
| Matteo Orfini                           | 14. lipnja 2014. — 17. ožujka 2019.     |
| Paolo Gentiloni                         | 17. ožujka 2019. — 22. veljače 2020.    |
| Valentina Cuppi                         | 22. veljače 2020. — 12. ožujka 2023.    |
| Stefano Bonaccini                       | 12. ožujka 2023. – na dužnosti          |

## Izborni rezultati
| Demokratska stranka   | Glasovi         | %          | Zastupnici |  |
| Izbori 2008.          | Zastupnički dom | 12.092.998 | 33,2       |  |
| Senat                 | 11.042.325      | 33,7       |            |  |
| Europski izbori 2009. | 8.007.854       | 26,13      |            |  |
| Izbori 2013.          | Zastupnički dom | 8.644.187  | 25,42      |  |
| Senat                 | 8.400.255       | 27,43      |            |  |
| Europski izbori 2014. | 11.203.231      | 40,81      |            |  |